# Wallis (motorfiets)
Wallis en Comerford-Wallis zijn Britse historisch merken van motorfietsen van dezelfde fabrikant. 
De bedrijfsnaam was: Wallis Motors Ltd., Bromley, Kent en Comerfords of Thames Ditton, Surrey.
In de jaren twintig ontwikkelde George Wallis een prototype van een motorfiets met een JAP-motor, die hij liet testen door Wal Phillips. Die was niet tevreden over het frame maar wel over de motor. Daarom monteerde hij het motorblok in een frame van Rudge, waarmee hij goed kon meekomen in timetrials. Wallis wilde toch een eigen frame maken en begon het oorspronkelijke rijwielgedeelte aan te passen, waardoor er toch "Wallis-JAP"-speedwaymotor ontstond. Die werd een groot succes, en Wallis kon al snel de vraag niet aan. Daarom zocht hij een verkooppartner, die hij vond in Comerfords of Thames Ditton. De merknaam veranderde dan ook in "Comerford-Wallis". Door de bijzondere constructie van het frame, dat niet alleen vrij lang was maar op een aantal plaatsen gesoldeerd, was de wegligging zeer goed en ook het stuiteren van het achterwiel, dat bij veel speedwaymotoren voorkwam, was opgelost. De serieproductie begon in april 1929 en in 1933 werden enkele modificaties toegepast. De rijders had bijna geen gereedschap nodig. Door slim gebruik te maken van de maten van bouten en moeren hoefde men bijvoorbeeld slechts twee steeksleutels mee te nemen. In het frame konden zowel 350- als 500cc-JAP-blokken worden gemonteerd. In 1939 werd de productie beëindigd. 